# 可換環上の微分法
数学における可換環上の微分法（かかんかんじょうのびぶんほう、英: differential calculus over commutative algebras）は、古典的な微分法における既知の概念の大半を純代数学的な言葉で定式化する研究観察に基づく可換代数学の一分野である。

## 動機付けとなる例
その具体例として、
1. （実数体 R 上の）滑らかな多様体 M の位相的情報の全ては、（バナッハ–ストーンの定理（英語版）の通りに）M 上の滑らかな函数全体の成す R-多元環 A = C∞(M) の代数的性質に書きこまれている。
2. M 上のベクトル束には（ベクトル束をそれに付随する切断全体の成す加群へ写す函手 Γ を通じて）A 上の有限生成射影加群が対応する。
3. M 上のベクトル場は上記の多元環 A の微分（英語版）と自然に同一視される。
4. より一般に、ベクトル束 E → M から別のベクトル束 F → M への k-階線型微分作用素（英語版）は、付随する加群の間の R-線型写像 Δ: Γ(E) → Γ(F) で任意の k + 1 個の元 f0, …, fk に対して
{\displaystyle [f_{k}[f_{k-1}[\cdots [f_{0},\Delta ]\cdots ]]=0}
を満たすものと看做すことができる。ただし、括弧積 [f,Δ]: Γ(E) → Γ(F) は交換子
{\displaystyle [f,\Delta ](s)=\Delta (f\cdot s)-f\cdot \Delta (s)}
として定義されるものである。

さて A-加群 P から別の A-加群 Q への k-階線型微分作用素全体の成す空間を Diffk(P,Q) と書けば、A-加群の圏 に値をとる二変数函手 Diffk が得られる。通常の微分積分学における他の自然な概念（例えば ジェット空間、微分形式など）も函手 Diffk やそれに関連する函手を表現する対象として得られる。
このような観点において見れば、微分積分学が実はこれらの函手およびその表現対称に関する理論であるものと理解することができる。

## 可換環上の理論
上記の議論において、実数体 R を任意の可換環に取り換え、函数環 C∞(M) を任意の可換多元環と取り換えても上記の議論は有効に行えるから、そのようにして微分積分学を勝手な可換環上で展開することができる。このような概念の多くは、代数幾何学、微分幾何学およびSecondary calculusにおいて広く用いられる。さらに言えば、このような理論を次数付き可換代数に対して自然に一般化して、超多様体や次数付き多様体上の微分積分学およびそれに付随するベレジン積分のような概念の自然な基礎付けが行えるようになる。